# Vale de Narzan
O Vale de Narzan (ou Dolina Narzanov) é uma área balneo-climática das águas minerais caucasianas da Federação Russa (na Cabárdia-Balcária, distrito de Zolsky), 87 quilômetros a noroeste de Naltchik e 34 quilômetros ao sul de Kislovodsk. Está localizado no sopé da encosta norte da Cordilheira Rochosa do Grande Cáucaso, no vale do rio Khasaut (perto de sua confluência com a Malka ; na bacia do rio Terek ), a uma altitude de 1300 metros acima do nível do mar (próximo à fronteira com Carachai-Circássia).
No vale do rio Khasaut, 20 poderosas fontes minerais deNarzan emergem por 1 km. Nas proximidades, fica a cachoeira Mushta (a sudoeste), na montanha Shijatmaz - a estação astronômica do Observatório Pulkovo . 

## Clima
O clima é temperado continental. Os invernos são amenos, com cobertura de neve instável; A temperatura média em janeiro é de -5 °C. O verão é quente, com chuvas frequentes; a temperatura média de agosto é de 22 °C. A precipitação é de cerca de 700 mm por ano. O número de horas de sol é 2731 por ano. 

## Propriedades d'águas termais
Junto com o clima, o principal fator terapêutico é a água mineral de 17 nascentes localizadas ao longo da margem do rio Khasaut (a área recebeu esse nome devido à abundância de fontes de água, como os narzans). O caudal de duas fontes principais (Principal e Inferior, localizadas a 50 m) é de aprox. 1 milhão de litros por dia. A água das fontes são ricas em cloreto de bicarbonato de sódio do ácido carbônico com uma salinidade de 3,3 gramas por litro e um teor de dióxido de carbono de até 2,2 g / l (temperatura 10,5 °C; fortemente carbonatada com dióxido de carbono - "água fervente fria"). 

## Turismo
O acampamento "Narzanov Valley" ficava no vale de Narzans (350 camas; ≈ 36 km do resort de Kislovodsk); não funciona desde 2007. Existem casas de veraneio para 2 pessoas, nas quais turistas amadores passam a noite. 
Uma estrada de asfalto passa agora pelo vale de Narzans, que está sendo construído mais adiante nas cabeceiras de Malki (Kyzylkol) [ região de Elbrus do norte; ≈ 30 km] - o trato Dzhily-Su (água morna) {banhos populares com fontes narzan mornas (+22,5 ° C durante todo o ano) de Dzhily-Su }. 
Muitas rotas turísticas passam pelo resort e área de recreação: 
- No. 49 "Cáucaso do Norte - Costa do Mar Negro", durante todo o ano, - Nalchik - Kislovodsk - Kudepsta
- No. 52 "Kislovodsk - Nalchik", durante todo o ano
- No. 85 "Contraforte do Cáucaso", verão, - Nalchik - Vale de Narzanov - Pyatigorsk
- Nº 280 “Contraforte do Cáucaso” (estação de metrô nº 85)
- No. 310 "Nas estâncias do norte do Cáucaso", verão, - Teberda - Pyatigorsk - Nalchik
- No. 311 "Nos balneários do norte do Cáucaso" (próximo número 310 do metrô)
- No. 324 "Ao pé de Elbrus", verão, - Pyatigorsk - parque de campismo "Azau" ( região de Elbrus ) - Nalchik

## Vistas
Caminhadas até o planalto de Bermamyt (cidade de Maly Bermamyt, 2644 m); ao pé da qual há uma nascente (Khasautsky) na área da vila de Khasaut, no rio Khasaut; na estrada o vale do rio Khasaut no trato Narzanov Valley, existem várias cavernas;  